# Phyllocladus alpinus
Toatoa des montagnes, Pin céleri des montagnes
Espèce
Statut de conservation UICN

 LC  : Préoccupation mineure
Phyllocladus alpinus, appelé communément toatoa des montagnes ou pin céleri des montagnes, est un arbre à feuilles persistantes du genre Phyllocladus, de la famille des Podocarpaceae.

## Description
L'arbre peut atteindre une hauteur de 9 mètres.

## Distribution
Phyllocladus alpinus se trouve uniquement en Nouvelle-Zélande,.
Une population se trouve dans le sous-bois de Podocarpaceae dans le nord de l'île du Sud.

## Chimie
L'espèce contient de la catéchine et de la phylloflavane.

## Source de la traduction
- (en) Cet article est partiellement ou en totalité issu de l’article de Wikipédia en anglais intitulé « Phyllocladus alpinus » (voir la liste des auteurs).

### Phyllocladus alpinus
- (en) NCBI : Phyllocladus alpinus (taxons inclus)